# Mary Cassatt (Degas)
Mary Cassatt est un tableau réalisé par le peintre français Edgar Degas vers 1880-1884. Cette huile sur toile est un portrait qui représente sa consœur américaine Mary Cassatt assise sur une chaise penchée en avant, trois photographies en main. Achetée par Ambroise Vollard en avril 1913, l'œuvre est aujourd'hui conservée à la National Portrait Gallery, à Washington.